# Direito de protestar

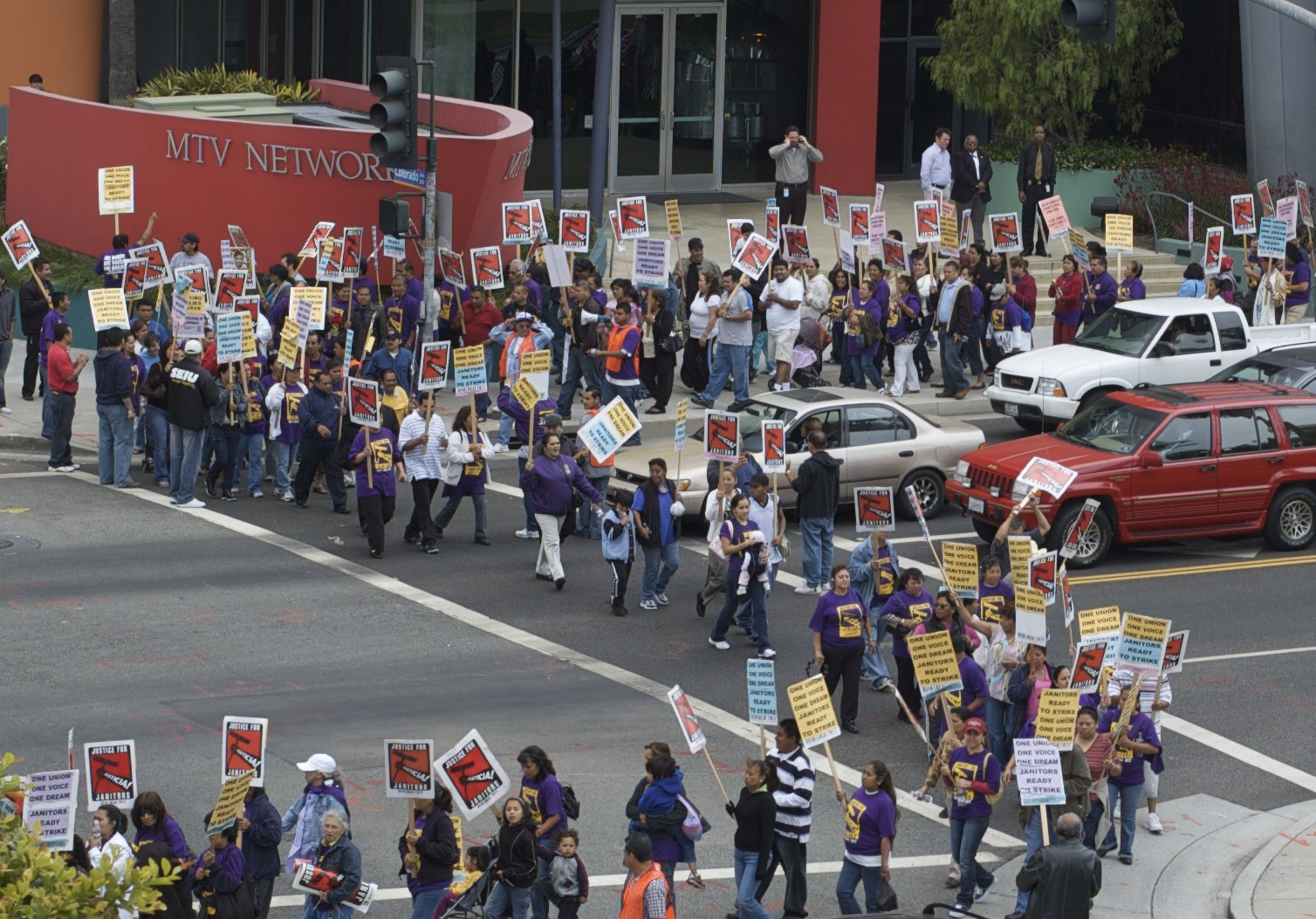
Trabalhadores de limpeza exercendo seu direito de protestar em frente ao prédio da MTV em Santa Mônica, Califórnia.

O direito de protestar consiste numa manifestação do direito à liberdade de reunião, do direito à liberdade de associação e do direito à liberdade de expressão. Além disso, os protestos podem ser tão duradouros quanto as restrições implementadas pelos governos contra tais protestos.

## No direito internacional
Muitos tratados internacionais contêm articulações claras sobre o direito de protesto. Tais acordos incluem a Convenção Europeia de Direitos Humanos de 1950, especialmente nos Artigos 9 a 11; e o Pacto Internacional sobre Direitos Civis e Políticos de 1966, especialmente nos Artigos 18 a 22. O Artigo 9 enuncia o "direito à liberdade de pensamento, consciência e religião". O Artigo 10 enuncia o "direito à liberdade de expressão". O Artigo 11 enuncia o "direito à liberdade de associação com outros, incluindo o direito de formar e ingressar em sindicatos para a proteção de seus interesses". No entanto, nestes e em outros acordos, os direitos de liberdade de reunião, liberdade de associação e liberdade de expressão estão sujeitos a certas limitações. Por exemplo, o Pacto Internacional sobre Direitos Civis e Políticos contém proibições de "propaganda de guerra" e defesa do "ódio nacional, racial ou religioso"; e permite a restrição da liberdade de reunião se for necessária "em uma sociedade democrática no interesse da segurança nacional ou da segurança pública, da ordem pública, da proteção da saúde ou da moral públicas ou da proteção dos direitos e liberdades de outros" (Artigos 20 e 21). Diferentes lugares têm promulgado suas próprias esclarecimentos desses direitos.
No entanto, protestar não é necessariamente sinônimo de algo violento ou uma ameaça aos interesses da segurança nacional ou à segurança pública. Nem sempre constitui desobediência civil, quando os protestos não envolvem a violação das leis do Estado. Os protestos, mesmo as campanhas de resistência não violenta ou resistência civil, muitas vezes têm a característica (além de usar métodos não violentos) de apoiar positivamente uma ordem democrática e constitucional. Isso pode ocorrer, por exemplo, quando tal resistência surge em resposta a um golpe de estado; ou no caso um tanto semelhante de recusa por parte da liderança do estado em renunciar ao cargo após uma derrota eleitoral.[carece de fontes?]

## Em instituições privadas

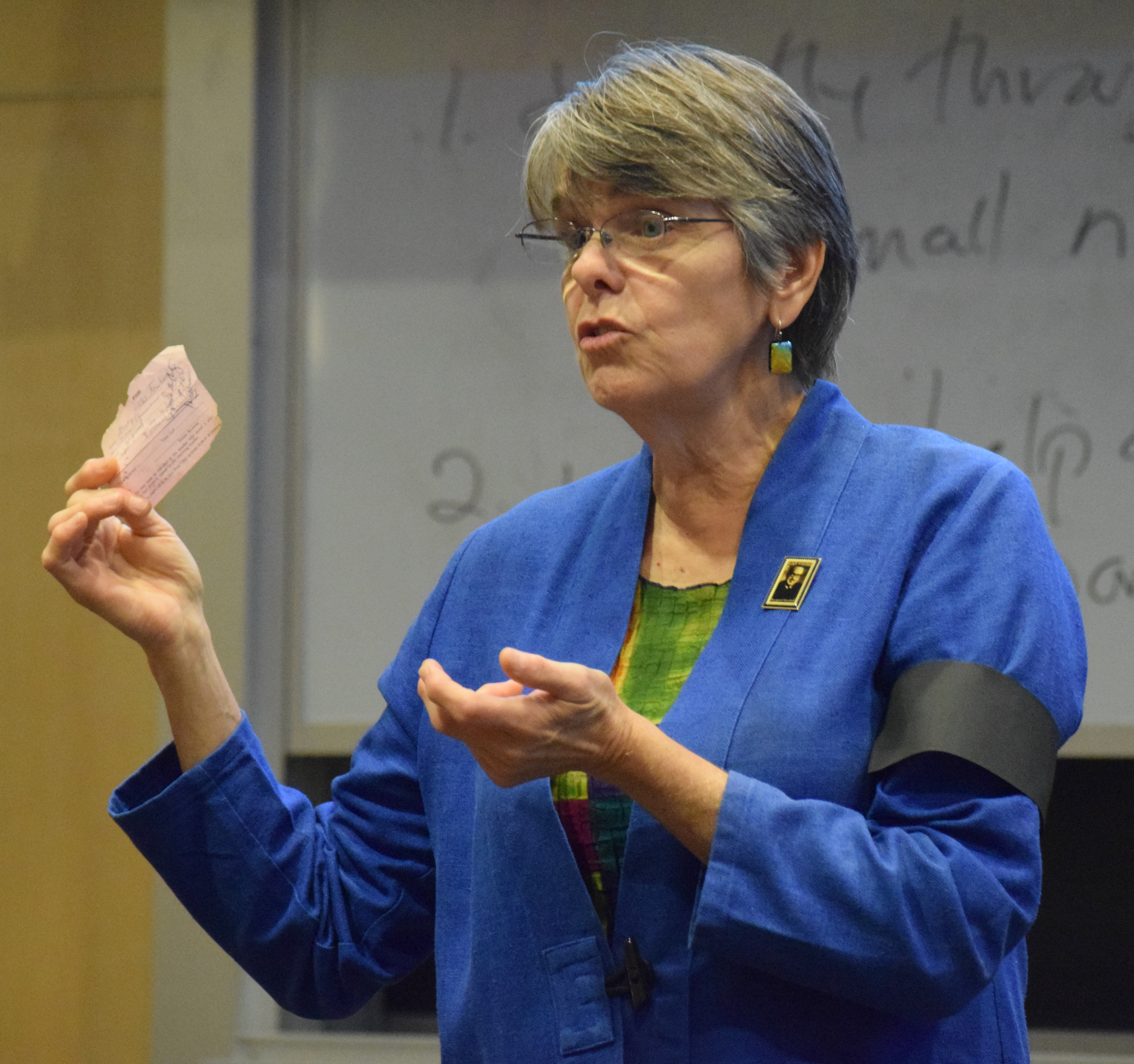
Mary Beth Tinker foi detida por usar uma braçadeira preta para protestar contra a Guerra do Vietnã

Muitos empregadores, instituições educativas e associações profissionais mantêm políticas de manifestação que limitam os direitos dos seus membros ao protesto, por exemplo, restringindo-os a zonas de liberdade de expressão  Nos Estados Unidos, o caso histórico de 1969 Tinker contra Des Moines, a Suprema Corte estabeleceu o direito dos estudantes de protestar, desde que não causem "perturbação substancial".